# 27 Pułk Zmechanizowany (LWP)
27 Pułk Zmechanizowany im. kpt. Stanisława Betleja (27 pz) – oddział wojsk zmechanizowanych Sił Zbrojnych PRL.
W latach 1952–1989 wchodził w skład 10 Sudeckiej Dywizji Zmechanizowanej (pancernej), a następnie 2 Dywizji Zmechanizowanej. Stacjonował w garnizonie Kłodzko.
30 sierpnia 1983 Minister Obrony Narodowej nadał pułkowi imię kapitana Stanisława Betleja.
W latach 90. XX w.  28 Saski pułk czołgów średnich z Czarnego został przeniesiony do Braniewa i przeformowany zmieniając jednocześnie nazwę na 27 pułk zmechanizowany im. Króla Stefana Batorego.

## Żołnierze pułku
Dowódcy pułku
- mjr Edward Słoka (był w 1956)[3]

Oficerowie pułku
- Zbigniew Blechman

## Skład (lata 80. XX w)

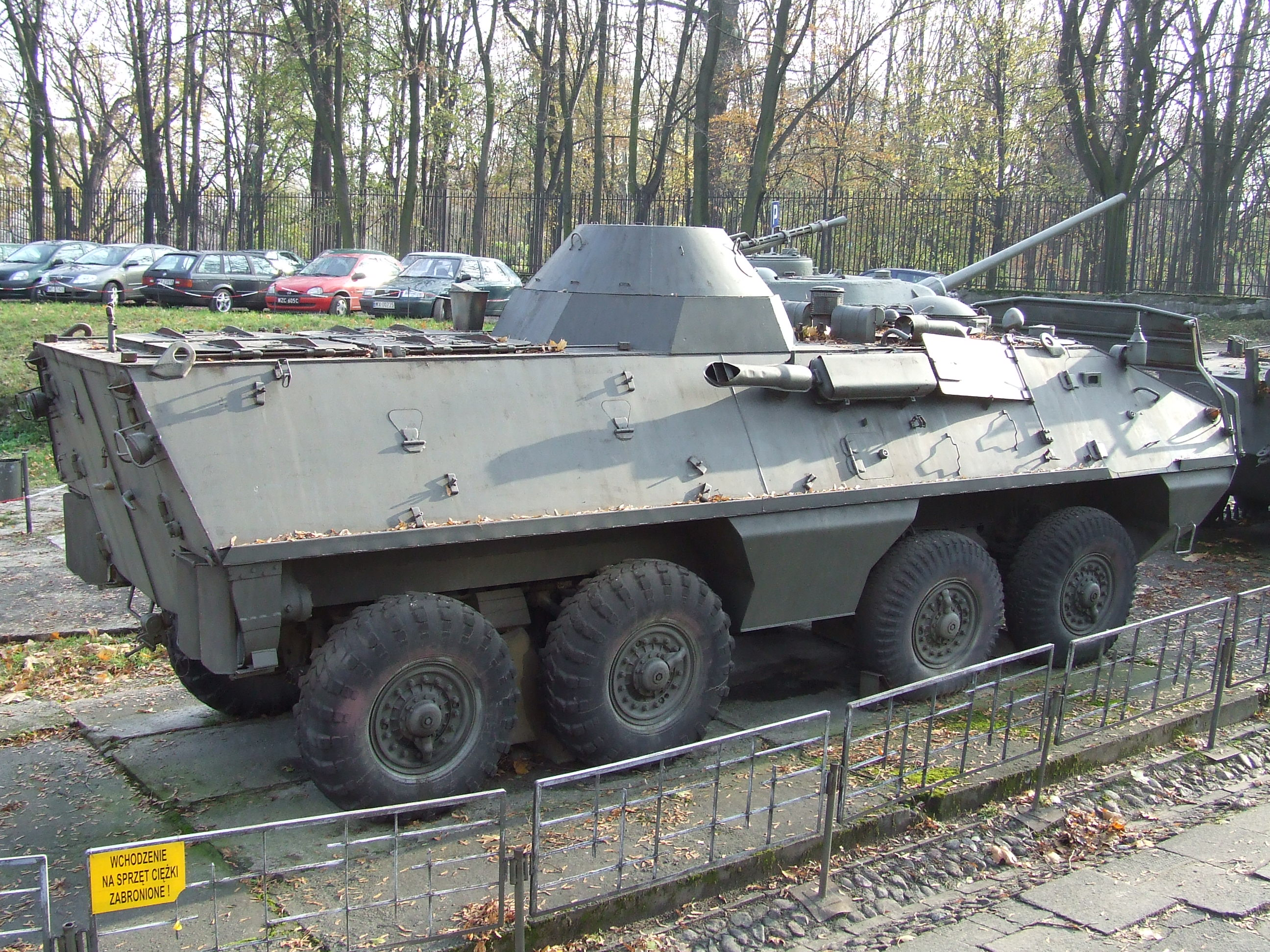
Podstawowy transporter pułku SKOT 2A

- Dowództwo i sztab
  - 3 x bataliony zmechanizowane
    - 3 x kompanie zmechanizowane
    - bateria moździerzy 120mm
    - pluton plot
    - pluton łączności

  - batalion czołgów
    - 3 kompanie czołgów
    - pluton łączności

  - kompania rozpoznawcza
  - bateria haubic 122 mm
  - bateria ppanc
  - kompania saperów
  - bateria plot
  - kompania łączności
  - kompania zaopatrzenia
  - kompania remontowa
  - kompania medyczna
  - pluton chemiczny
  - pluton ochrony i regulacji ruchu

## Przekształcenia
1. 27 pułk piechoty → 27 zmotoryzowany pułk piechoty → 27 pułk zmechanizowany
2. 28 Saski pułk czołgów średnich → 27 pułk zmechanizowany im. Króla Stefana Batorego → 9 Brygada Kawalerii Pancernej